# John Travolta
John Joseph Travolta (Englewood, Nova Jersey, 18 de febrer de 1954), conegut com a John Travolta, és un actor estatunidenc d'ascendència irlandesa i italiana.

## Biografia
Es va fer famós per les seves actuacions en els films Febre del dissabte nit (1977) i Grease (1978), les quals es van estrenar al punt àlgid de l'era de la música disco. Després, però, la seva carrera es va apaivagar fins al 1994, quan va encarnar el personatge de Vincent Vega a la pel·lícula Pulp Fiction del director Quentin Tarantino, per la qual va rebre una nominació als Oscars. També va realitzar un paper principal en la pel·lícula Battlefield Earth, on interpreta el cap d'un grup d'extraterrestres que esclavitzen la humanitat en una Terra futurista. El film va rebre crítiques negatives a gairebé tot el món i va obtenir pocs guanys. Travolta, que practica la Cienciologia des del 1975 i idolatra el seu creador L. Ron Hubbard (i autor de l'obra en què es basa el film), esperava que la pel·lícula fos un èxit i es convertís en la primera d'una sèrie d'adaptacions de treballs de Hubbard.
Va arribar a protagonitzar pel·lícules d'èxit com Get Shorty (1995), Broken Arrow (1996), Michael (1996), Phenomenon (1996), Face/Off (1997), The General's Daughter (1999), Wild Hogs (2007), Hairspray (2007) i Bolt (2008).
Travolta va ser nominat a l'Oscar al millor actor per les seves actuacions a Saturday Night Fever i Pulp Fiction. Va guanyar un Globus d'Or al "Millor Actor" en una pel·lícula - Musical o Comèdia per la seva actuació a Get Shorty i ha rebut un total de sis nominacions, la més recent l'any 2011. El 2014, va rebre el Premi IIFA per l'Assoliment destacat. al cinema internacional. El 2016, Travolta va rebre el seu primer premi "Primetime Emmy", com a productor de la primera temporada de la sèrie d'antologia American Crime Story, subtitulada The People v. O. J. Simpson. També va rebre una nominació addicional als Emmy i una nominació al Globus d'Or per la seva interpretació de l'advocat Robert Shapiro a la sèrie.
Fora de la interpretació, Travolta també és cantant i compositor. Ha publicat nou àlbums, inclosos quatre senzills que s'han classificat al Top 40 de Billboard Hot 100. Els seus àlbums solen anar acompanyats de pel·lícules en les quals ha protagonitzat, com Grease: "The Original Soundtrack from the Motion Picture" (1978), que va ser el primer lloc. el Billboard 200. Travolta també és un pilot privat.

## Infantesa i joventut

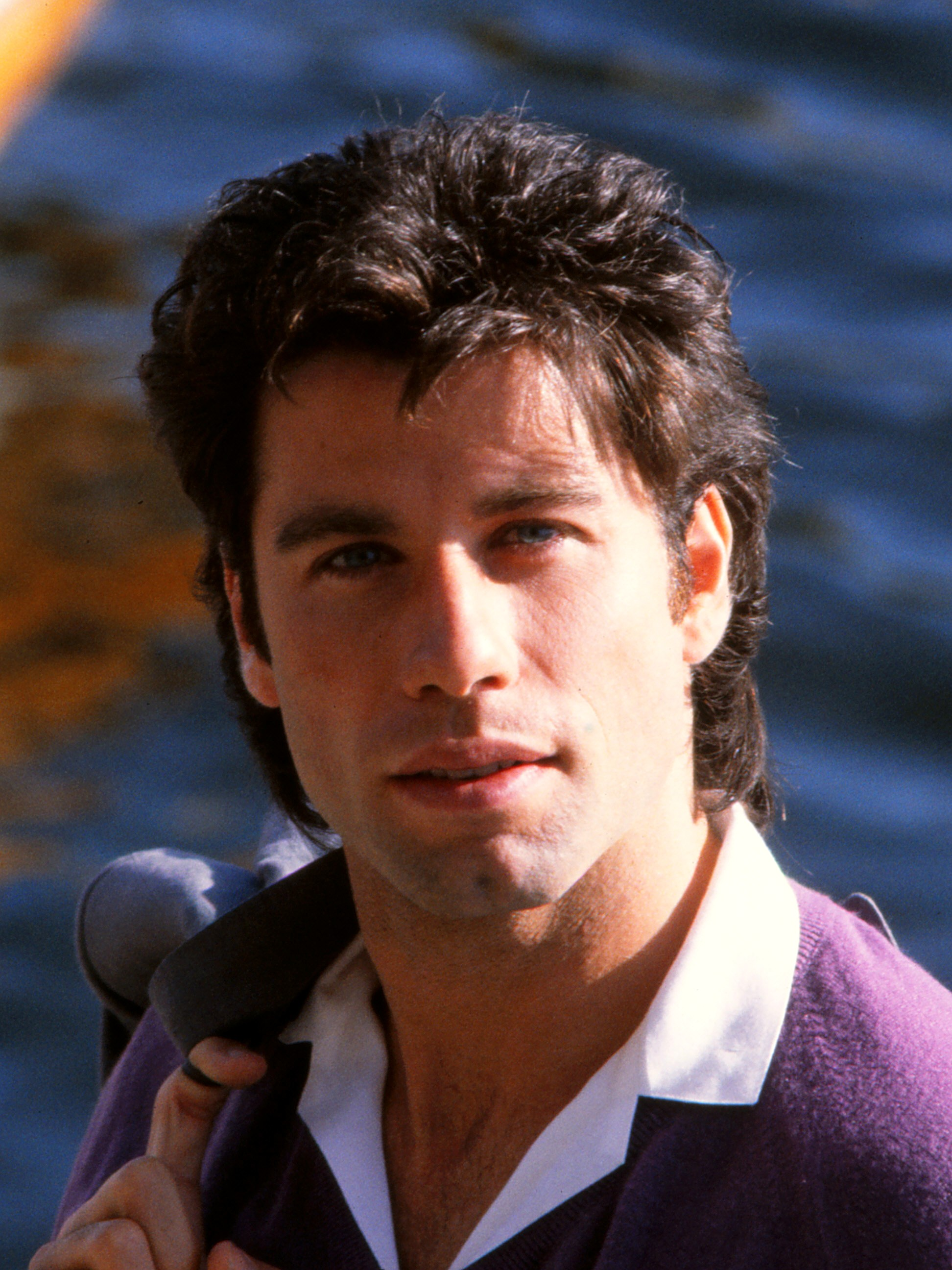
John Travolta a l'any 1983

El més jove de sis fills, John Travolta va néixer i es va criar a Englewood, Nova Jersey, un suburbi de l'anell interior de la ciutat de Nova York al comtat de Bergen, Nova Jersey.
El seu pare, Salvatore "Sam" Travolta era un jugador de futbol americà semiprofessional convertit en venedor de pneumàtics i soci d'una empresa de pneumàtics, "Travolta Tire Exchange". La seva mare, Helen Cecilia (de soltera Burke) era una actriu i cantant que havia aparegut a "The Sunshine Sisters", un grup vocal de ràdio, i va actuar i dirigir abans de convertir-se en professora d'anglès i drama de secundària. Els seus germans Joey, Ellen, Ann, Margaret i Sam Travolta es van inspirar per l'amor de la seva mare pel teatre i el drama i es van convertir en actors. El seu pare era un sicilià americà de segona generació amb arrels a Godrano, província de Palerm, i la seva mare era irlandesa nord-americana.
Va créixer en un barri irlandès-americà i va dir que la seva llar era predominantment de cultura irlandesa. Va ser criat catòlic, però més tard es va convertir a la Cienciologia el 1975 als 21 anys. Travolta va assistir a la "Dwight Morrow High School", però va abandonar els estudis quan tenia 17 anys el 1971.

## Carrera
Carrera inicial
Després d'abandonar els estudis, Travolta es va traslladar a través del riu Hudson a la ciutat de Nova York i va aconseguir un paper a la companyia de gira del musical Grease i a Broadway amb "Over Here!", cantant la cançó "Dream Drummin'" dels Sherman Brothers. Després es va traslladar a Los Angeles per motius professionals.

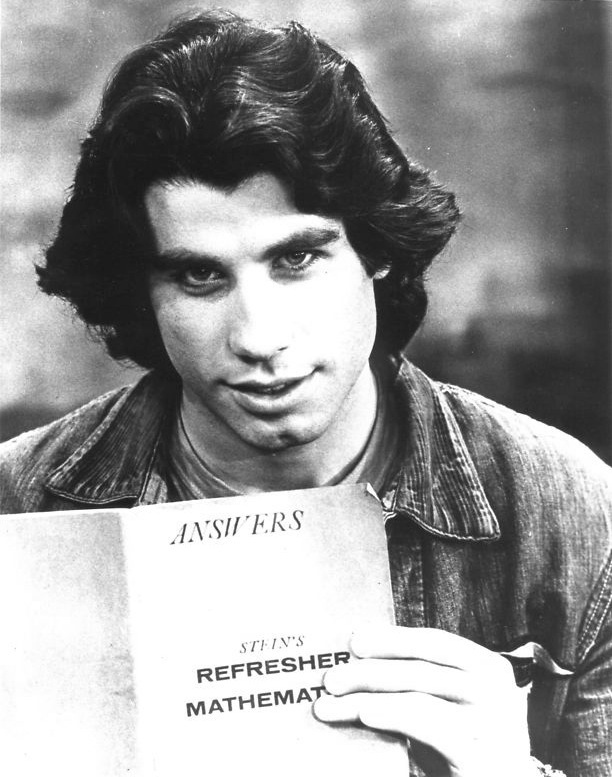
Travolta com Vinnie Barbarino a la comèdia ABC Welcome Back, Kotter, c. 1976

El primer paper de Travolta a la pantalla a Califòrnia va ser com a víctima de la caiguda a "Emergency!" (Temporada 2, Episodi 2) al setembre de 1972, però el seu primer paper significatiu en una pel·lícula va ser com Billy Nolan, un matón que va ser incitat a fer una broma al personatge de Sissy Spacek a la pel·lícula de terror Carrie (1976). Al voltant d'aquella època, va aconseguir el seu paper d'estrella com Vinnie Barbarino a la sitcom de la televisió ABC, "Welcome Back, Kotter" (1975–1979), en la qual també apareixia ocasionalment la seva germana, Ellen (com la mare d'Arnold Horshack).

## Estrellat dels anys 70
Travolta va tenir un disc senzill d'èxit titulat "Let Her In", que va assolir el número 10 a la llista Billboard Hot 100 el juliol de 1976. [19][20][21] En els anys següents, va protagonitzar la pel·lícula de televisió "The Boy in the Plastic Bubble" i dos dels seus papers a la pantalla més destacats: Tony Manero a Saturday Night Fever (1977) i Danny Zuko a Grease (1978). [7] Les pel·lícules van ser una de les pel·lícules de més èxit comercial de la dècada i van catapultar Travolta a l'estrellat internacional. [22] "Saturday Night Fever" li va valer una nominació a l'Oscar al millor actor, [23], convertint-lo, als 24 anys, en un dels intèrprets més joves mai nominats a l'Oscar al millor actor. [24] La seva mare i la seva germana Ann van aparèixer molt breument a "Saturday Night Fever" i la seva germana Ellen va fer de cambrera a Grease. Travolta va actuar a l'àlbum de la banda sonora de "Grease". [25] Després del fracàs del romanç "Moment by Moment" (1978) en què va protagonitzar amb Lily Tomlin, Travolta es va recuperar el 1980, muntant una mania de música country a tot el país que va seguir després de la seva exitosa pel·lícula "Urban Cowboy", en la qual va protagonitzar amb Debra Winger. .[26]

## Caiguda dels anys 80

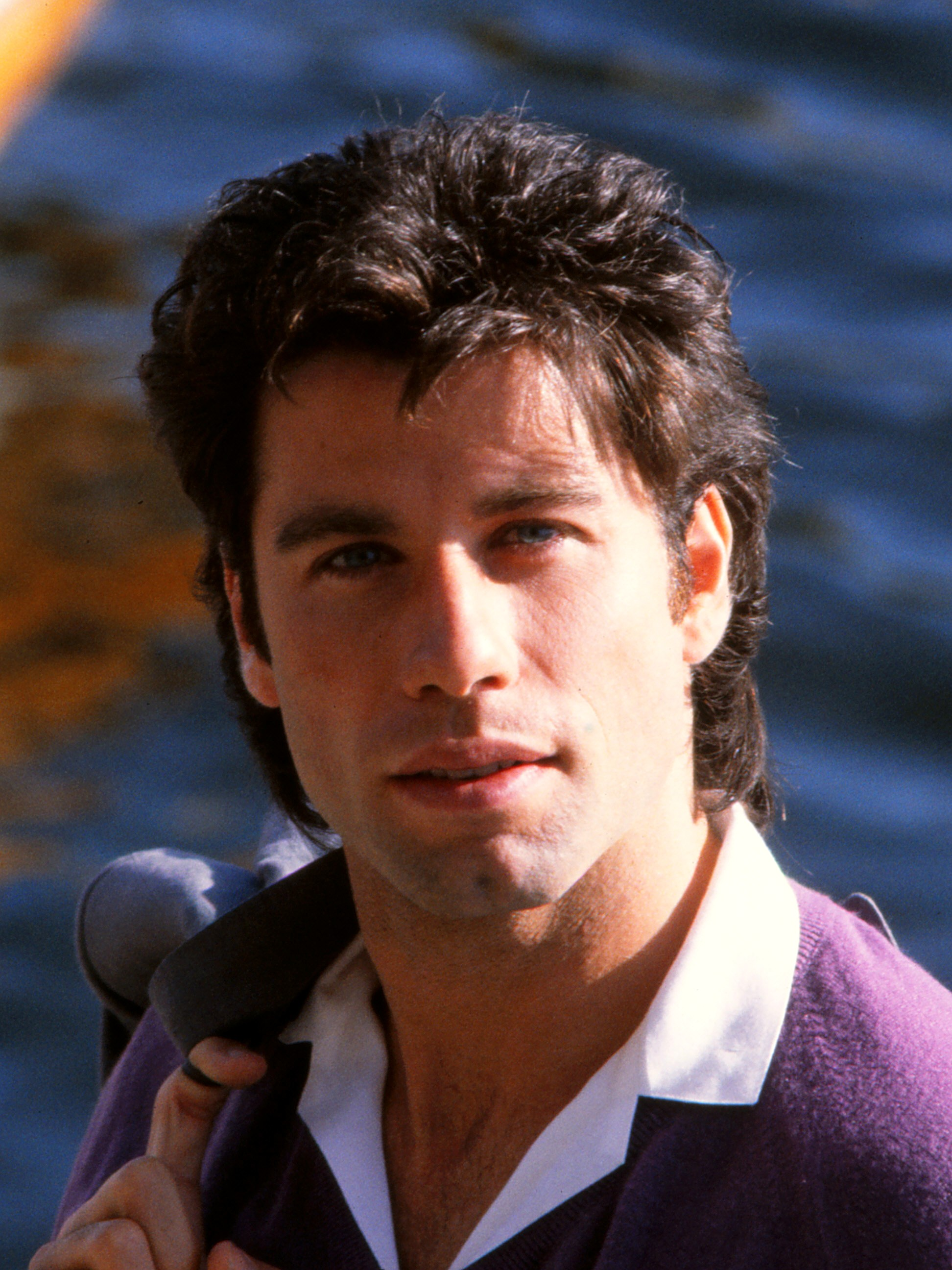
Travolta el 1983

Amb Urban Cowboy li va seguir amb un paper de protagonista a la pel·lícula Blow Out (en català Impacte) de Brian de Palma de 1981, que va ser elogiada per la crítica però va ser una decepció de taquilla, probablement a causa del seu final desolador.[ 27] Després de Blow Out va venir una sèrie de fracassos comercials i crítics que van deixar de banda la carrera d'actor de Travolta. Aquests inclouen Two of a Kind (en català Units pel destí, 1983), una comèdia romàntica que el retroba amb Olivia Newton-John, i Perfect (en català, 
Perfecte, 1985), protagonitzada per Jamie Lee Curtis. També va protagonitzar Staying Alive (en català Lluitant per la fama), la seqüela de Saturday Night Fever de 1983, per a la qual es va entrenar rigorosament per interpretar un ballarí professional i va perdre 20 lliures; [28] la pel·lícula va ser un èxit financer, va recaptar més de 65 milions de dòlars, tot i que també, va ser menyspreat per la crítica.
Durant aquest temps, a Travolta se li va oferir, però va rebutjar, papers principals en el que es convertirien en èxits de taquilla, com American Gigolo [29] i An Officer and a Gentleman (en català, Oficial i cavaller), totes dues interpretades per Richard Gere, així com Splash, que va ser per a Tom Hanks. [30]

## Ressorgiment dels anys 90

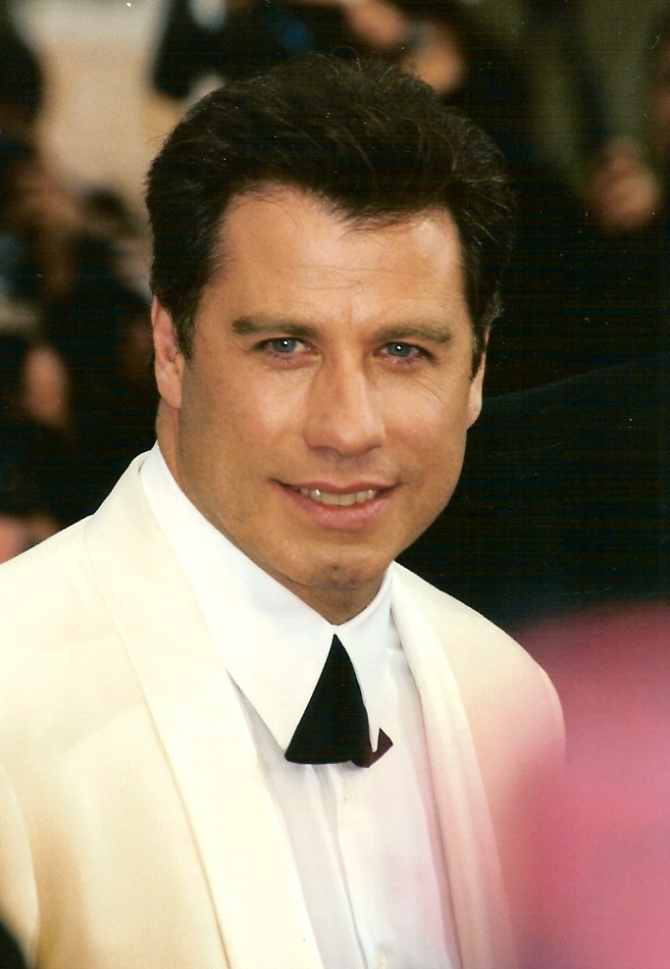
John Travolta el 1997

El 1989, Travolta va protagonitzar amb Kirstie Alley Look Who's Talking (en català Mira qui parla), que va recaptar 297 milions de dòlars, convertint-se en la seva pel·lícula més reeixida des de Grease. Posteriorment va protagonitzar Look Who's Talking Too (en català Mira qui parla també, 1990) i Look Who's Talking Now (en català, Mira qui parla ara, 1993), però no va ser fins que va actuar contra tipus com Vincent Vega a l'èxit de Quentin Tarantino, Pulp Fiction (1994), amb Samuel L. Jackson, per a la qual va rebre una nominació a l'Acadèmia, que la seva carrera va ser revifada. Va ser la tercera pel·lícula de Travolta al costat de Bruce Willis. La pel·lícula el va traslladar de nou a la llista A i es va veure inundat de moltes ofertes diverses. Els papers destacats després de Pulp Fiction inclouen un usurpador aficionat al cinema a Get Shorty (1995), un treballador de fàbrica a White Man's Burden' (en catala, Atrapat1995), un pilot corrupte de la Força Aèria dels Estats Units a Broken Arrow (1996), un home corrent amb poders extraordinaris a Phenomenon. (1996), un arcàngel a Michael (1996), un agent de l'FBI i terrorista a Face/Off (1997), un advocat desesperat a A Civil Action (1998), un candidat presidencial a l'estil de Bill Clinton a Primary Colors (1998), i un investigador militar a The General's Daughter (1999).

## 2000-present

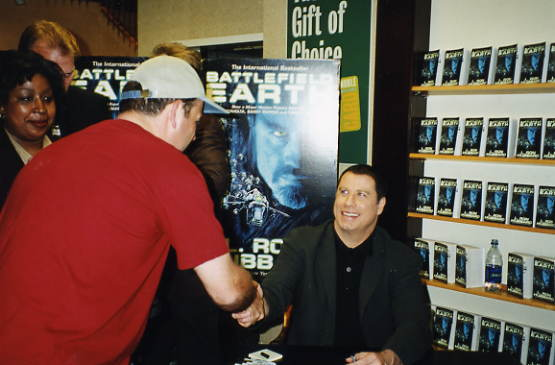
Firma de John Travolta Battlefield Earth

L'any 2000, Travolta va protagonitzar i coproduir la pel·lícula de ciència-ficció Battlefield Earth (en català Camp de batalla: la Terra), basada en la novel·la homònima de L. Ron Hubbard, en la qual va interpretar el paper de malvat protagonista com a líder d'un grup d'extraterrestres que esclavitza la humanitat, en una Terra futura desolada. La pel·lícula va ser un projecte de somni per a Travolta des del llançament del llibre el 1982, quan Hubbard li va escriure per intentar ajudar a fer una adaptació cinematogràfica. La pel·lícula va rebre crítiques negatives gairebé universalment i va tenir molt mala taquilla. L'actuació de Travolta a Battlefield Earth també li va valer dos Premi Golden Raspberry.
Al llarg dels anys 2000, Travolta es va mantenir ocupat com a actor, protagonitzant Operació Swordfish (2001); Domestic Disturbance (en català, Falsa identitat, 2001); Ladder 49 (2004); Be Cool (2005); Lonely Hearts  (2006); Wild Hogs (2007); la pel·lícula animada per ordinador de Disney Bolt (2008), en la qual Travolta va donar veu al personatge principal; Assalt al tren Pelham 1, 2, 3; i Old Dogs (totes dues del 2009).
El 2007, Travolta va interpretar a Edna Turnblad en el remake de Hairspray, el seu primer musical des de Grease.
Des del 2010, Travolta ha protagonitzat principalment pel·lícules d'acció i thrillers, com From Paris with Love (en català Des de París amb amor, 2010) i Savages (2012). El 2016, va tornar a la televisió a la primera temporada de la sèrie d'antologia American Crime Story, titulada The People v. O. J. Simpson, en la qual va interpretar l'advocat Robert Shapiro.
A la 86a edició dels Premis de l'Acadèmia, Travolta va pronunciar notòriament malament Idina Menzel, anomenant-la "Adele Dazeem". Menzel va interpretar la premiada cançó "Let It Go" (en català (Vol volar), de la pel·lícula d'animació de Disney Frozen.

Després de la mort de la seva dona Kelly Preston el juliol de 2020, Travolta va donar a entendre al seu compte d'Instagram que posaria en suspens la seva carrera, afirmant
"Em prendré un temps per estar allà pels meus fills que han perdut la seva mare, així que perdoneu. amb antelació si no ens escolteu durant un temps".

## Vida personal

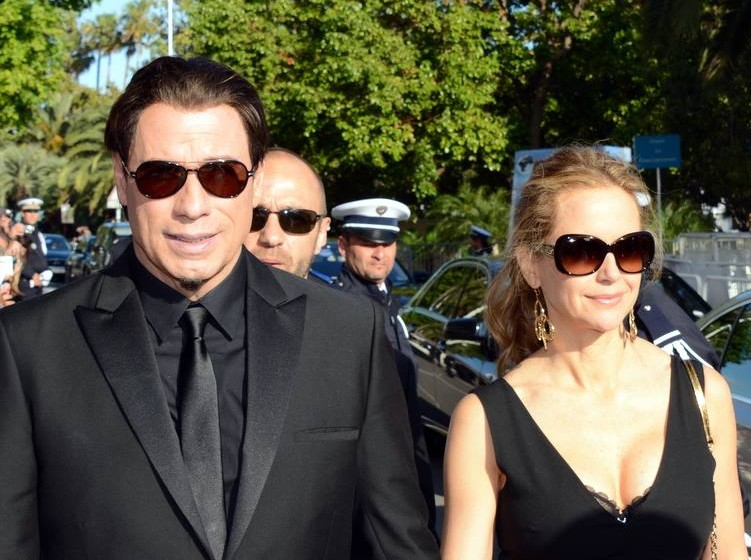
Travolta amb la seva dona Kelly Preston al Festival de Cannes 2014

El 12 de juliol de 2020, va morir la seva muller, l'actriu i model Kelly Preston. Hi havia tingut dos fills, Jett i Ella Bleu. Anteriorment estava relacionat amb l'actriu Diana Hyland, a qui va conèixer mentre filmava The Boy in the Plastic Bubble (1976). Van romandre junts fins que Diana va morir de càncer de mama el 27 de març de 1977 mentre rodava la pel·lícula Febre del dissabte nit.
El 1980, Travolta va sortir amb l'actriu francesa Catherine Deneuve. Travolta també va tenir una relació amb l'actriu Marilu Henner, que va acabar definitivament el 1985. El 1988, mentre filmava The Experts (en català, Els experts), Travolta va conèixer l'actriu Kelly Preston, amb qui es va casar a París el 1991. Van tenir tres fills: Jett (1992–2009), Ella Bleu (n. 2000) i Benjamin (n. 2010). Van assistir regularment a l'assessorament matrimonial i Travolta ha afirmat que la teràpia va ajudar al matrimoni. Residien a Ocala, Florida.
Travolta és un pilot qualificat i té cinc avions, incloent un Boeing 707 anteriorment de la flota de Qantas. Casa seva a Jumbolair, Florida, compta amb una pista pròpia i amb un carrer de rodatge fins a la porta de casa seva. Té una casa de vacances a Islesboro, Maine. El 2 de gener de 2009, Jett va morir als 16 anys mentre estava de vacances de Nadal a les Bahames. Es va emetre un certificat de defunció de les Bahames, que atribuïa la causa de la mort a una convulsió. Jett, que tenia antecedents de convulsions, havia tingut la malaltia de Kawasaki des dels dos anys. Travolta va confirmar que Jett era autista i tenia convulsions regulars, i immediatament va fer les seves declaracions públiques mentre donava testimoni en un complot d'extorsió multimilionari contra ell en relació amb la mort de Jett. Després d'un judici nul, Travolta va abandonar els càrrecs i ha acreditat a la seva família immediata i a Scientology per ajudar-lo a fer front a la mort de Jett i avançar amb la seva carrera. En memòria de Jett, Travolta va crear la "Jett Travolta Foundation", una organització sense ànim de lucre per ajudar els nens amb necessitats especials. Ha contribuït a organitzacions com l'Acadèmia de Lideratge "Oprah Winfrey", els Instituts per a l'assoliment del potencial humà i el "Centre Simon Wiesenthal".
El 12 de juliol de 2020, l'esposa de Travolta, Kelly Preston, va morir als 57 anys, a casa seva a Anthony, Florida, dos anys després de ser diagnosticada amb càncer de mama. Preston havia estat sotmesa a tractament a diferents hospitals i, en el moment de la seva mort, estava rebent tractament al MD Anderson Cancer Center a Houston, Texas.

## Cienciologia
Travolta es va unir a l'Església de Cienciologia el 1975. Es va convertir després de rebre el llibre Dianètica mentre filmava The Devil's Rain a Durango, Mèxic de l'antiga actriu Joan Prather.
Després del terratrèmol d'Haití de 2010, unint-se a altres celebritats per ajudar amb els esforços de socors, Travolta va fer volar el seu Boeing 707 ple de subministraments, metges i ministres voluntaris de scientologist a la zona del desastre.

## Aviació

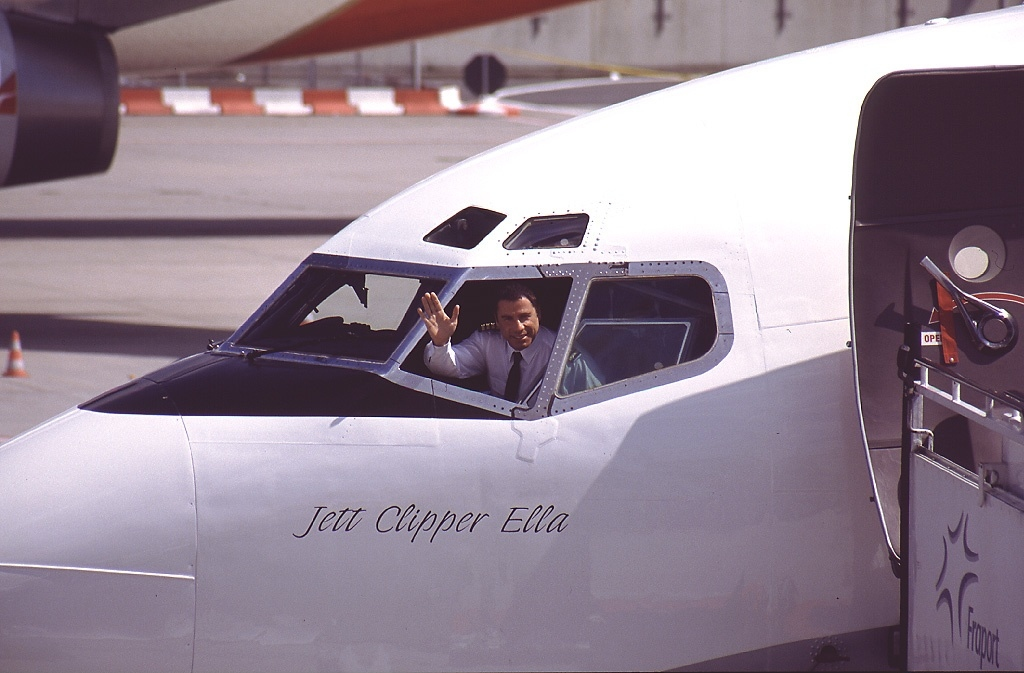
Travolta a la cabina del seu Boeing 707 el 2002

Travolta és un pilot[nota, a] i té capacitat per a avions 737, 707 i 747. Posseeix quatre avions. Travolta era propietari d'un ex-Qantas Boeing 707-138B (Ex-VH-EBM) que portaba una antiga línia de Qantas, i Travolta va actuar com a ambaixador oficial de bona voluntat de la companyia aèria allà on volava. Travolta va batejar el seu 707 "Jett Clipper Ella", en honor dels seus fills. El "Clipper" en el nom es refereix a l'ús d'aquesta paraula per Pan Am en els noms dels seus avions. El 2017, Travolta va donar el Boeing 707 a la "Historical Aircraft Restoration Society" (HARS) prop de Wollongong, Austràlia. S'esperava que aquest volés a Austràlia el novembre de 2019, però més tard es va retardar fins al 2020 a causa de l'estat de l'avió. Travolta planejava estar a bord quan l'avió havia de volar a l'aeroport regional d'Illawarra, on es la base HARS, però no se li va permetre volar, ja que s'havia de registrar com a avió australià. però més tard es va retardar fins al 2020 a causa de l'estat de l'avió.
El 24 de novembre de 1992, Travolta estava pilotant el seu Gulfstream N728T a la nit per sobre d'un encastat sòlid quan va experimentar una fallada total del sistema elèctric mentre volia sota les regles de vol instrumental a l'aeroport nacional de Washington. Durant l'aterratge d'emergència, gairebé va tenir una col·lisió a l'aire amb un Boeing 727 d'USAir, un esdeveniment atribuït a una decisió arriscada d'un controlador de trànsit aeri.
El 1984, Travolta va ser inclòs a l'"American Academy of Achievement" i va ser presentat amb el "Golden Plate Award" pel membre del Consell de Premis General Chuck Yeager, USAF. Travolta va ser inclòs a les Llegendes Vivent de l'Aviació el 2007 i actua com a ambaixador oficial del programa de premis.
El 13 de setembre de 2010, durant el primer episodi de l'última temporada del seu programa de tertúlies, Oprah Winfrey va anunciar que portaria a tota la seva audiència d'estudi a un viatge de vuit dies amb totes les despeses pagades a Austràlia, amb Travolta com a pilot per al viatge. Havia ajudat a Winfrey a planificar el viatge durant més d'un any.
És l'autor del llibre "Propeller One-Way Night Coach", la història del primer vol d'un nen jove.
La seva finca a Ocala, Florida, està situada a l'aeroport de Jumbolair amb la seva pròpia pista d'aterratge i pista de rodada fins a casa seva, amb dues dependències per a l'accés cobert als avions.

## Qüestions legals
El maig de 2012, un massatgista anònim va presentar una demanda contra Travolta, citant denúncies d'assalt sexual i agressió. Un advocat de Travolta va dir que les denúncies eren "completa ficció i fabricació". L'advocat de Travolta també va declarar que el seu client podria demostrar que no es trobava a Califòrnia el dia en qüestió i va afirmar que Travolta "demandaria a l'advocat i al demandant per un enjudiciament maliciós" després d'haver rebutjat el cas. Un segon massatgista es va unir més tard a la demanda, fent afirmacions similars. Ambdues demandes van ser posteriorment abandonades pels denunciants i desestimades sense perjudici.
El 27 de setembre de 2012, el jutge del Tribunal Superior de Los Angeles Malcolm Mackey va desestimar una demanda per difamació contra Travolta i el seu advocat Marty Singer de l'escriptor Robert Randolph perquè va trobar que una carta, escrita per Singer en resposta a les acusacions d'un llibre de Randolph, estava protegida. per la llibertat d'expressió.

## Filmografia
| Any  | Títol original                                 | Notes |
| ---- | ---------------------------------------------- | --- |
| 1975 | The Devil's Rain                               | |
| 1976 | The Boy in the Plastic Bubble                  | |
| 1976 | Carrie                                         | |
| 1977 | Febre del dissabte nit                         | Nominació − Oscar al millor actor Nominació − Globus d'Or al millor actor musical o còmic                            |
| 1978 | Grease                                         | Nominació − Globus d'Or al millor actor musical o còmic                                                              |
| 1978 | Moment by Moment                               | |
| 1980 | Urban Cowboy                                   | |
| 1981 | Blow Out                                       | |
| 1983 | Staying Alive                                  | |
| 1983 | Units pel destí (Two of a Kind)                | |
| 1985 | Perfecte (Perfect)                             | |
| 1985 | That's Dancing!                                | |
| 1989 | Look Who's Talking                             | |
| 1989 | The Experts                                    | |
| 1990 | Mira qui parla també (Look Who's Talking Too)  | |
| 1991 | Eyes of an Angel                               | |
| 1991 | Shout                                          | |
| 1992 | Boris and Natasha                              | |
| 1993 | Mira qui parla ara (Look Who's Talking Now)    | |
| 1994 | Pulp Fiction                                   | Nominació − Oscar al millor actor Nominació − Globus d'Or al millor actor dramàtic Nominació − BAFTA al millor actor |
| 1995 | Atrapat (White Man's Burde)                    | |
| 1995 | Get Shorty                                     | Globus d'Or al millor actor musical o còmic                                                                          |
| 1996 | Broken Arrow                                   | |
| 1996 | Phenomenon                                     | |
| 1996 | Michael                                        | |
| 1997 | She's So Lovely                                | També com a productor executiu                                                                                       |
| 1997 | Face/Off                                       | |
| 1997 | Mad City                                       | |
| 1998 | Primary Colors                                 | Nominació − Globus d'Or al millor actor musical o còmic                                                              |
| 1999 | The Thin Red Line                              | |
| 1999 | A Civil Action                                 | |
| 1999 | The General's Daughter                         | |
| 1999 | Forever Hollywood                              | |
| 2000 | Camp de batalla: la Terra (Battlefield Earth)  | També com a productor                                                                                                |
| 2000 | Lucky Numbers                                  | |
| 2001 | Operació Swordfish                             | |
| 2001 | Falsa identitat (Domestic Disturbance)         | |
| 2003 | Basic                                          | |
| 2004 | El castigador (The Punisher)                   | |
| 2004 | Ladder 49                                      | |
| 2004 | Una cançó del passat                           | |
| 2005 | Be Cool                                        | |
| 2005 | Magnificent Desolation: Walking on the Moon 3D | Narrador (documental)                                                                                                |
| 2006 | Lonely Hearts                                  | |
| 2006 | 2004: A Light Knight's Odyssey                 | Veu |
| 2007 | Dallas                                         | |
| 2007 | Wild Hogs                                      | |
| 2007 | Hairspray                                      | Nominació − Globus d'Or al millor actor secundari                                                                    |
| 2008 | Volt                                           | Veu |
| 2009 | Old Dogs                                       | |
| 2009 | Assalt al tren Pelham 1, 2, 3                  | |
| 2010 | Des de París amb amor                          | |
| 2012 | Savages                                        | |
| 2013 | Killing Season                                 | Emil Kovac |
| 2014 | The Forger                                     | Ray Cutter |
| 2015 | Life on the Line                               | Beau Ginner |
| 2015 | Criminal Activities                            | Eddie - També productor executiu                                                                                     |
| 2016 | In a Valley of Violence                        | Marshal Clyde Martin                                                                                                 |
| 2016 | I Am Wrath                                     | Stanley Hill |
| 2018 | Gotti                                          | John Gotti - també productor executiu                                                                                |
| 2018 | Speed Kills                                    | Ben Aronoff |
| 2019 | Trading Paint                                  | Sam Munroe |
| 2019 | The Poison Rose                                | Carson Phillips |
| 2019 | The Fanatic                                    | Moose |